# 夢を売る男
夢を売る男（ゆめをうるおとこ）は、百田尚樹によって書かれた小説作品。

## 出版まで
百田尚樹はテレビ業界で働いていたが、そこでは視聴率が取れなければ容赦なく番組が打ち切られる世界であった。それに対して、作家になってから知った出版業界は売れない本を出版しても許される。百田が書いた本が赤字続きでも出版し続け、不思議な世界であると思う。
百田が作家になった頃から自費出版ビジネスは盛んとなりその勢いは続き、本を出す夢を持つ人や、その夢をビジネスにしている業界に興味を持つ。人はなぜものを書くのかとか、物語を書くとはどういうことなのかという疑問も持ったことからこの小説を書くこととして、自費出版ビジネスを舞台にすれば一番分かりやすいと思ったからこのような内容となった。

## 作品の内容
出版業界を舞台とした作品となっている。業界の内幕を知る著者によるブラックコメディ。作家の懐事情などにまでも踏み込んでいる。
タイトルにもなっている「夢を売る男」というのは、この作品の主人公でもある出版社の編集者。この主人公がベストセラーを夢見るフリーターや主婦らに小説や自分史や詩集などの自費出版を持ちかけ、金を引き出していく。現代では夢を見るには金が要ると主張し、筋の通っているところもあって引き付けられる。
主人公は自分を表現したい人々を言葉巧みに持ち上げる。出版費用を著者と出版社で折半するという方式を用いる。主人公は作品内の著者に作家気分を味わわせ、ベストセラーへの期待を持たせ、心の満足を与えるという夢を売る仕事であるとする。
主人公はゲームやインターネットが身近になった現在、千何百円も出して読む価値がある小説がどれだけあるのか、ノンフィクションや学術書ならば売れなくても出す意味はあるが売れない小説など出す意味があるのか、小説を読む人間は希少種あるいは絶滅危惧種とする。百田尚樹のことも批判する。百田を、こういう毎回違うメニューを出す作家は問題であるが、直に消えるだろうとしていた。

## 作品への反応
伝統芸能とは、江戸時代は多くの庶民が喜んで観ていたため商売になっていたが、大衆から見放されてしまった。これを国が残していくために税金を使って支援をするという状況になっている。百田は現代の文芸の世界もこのようであると考える。本来の出版は売れて成功のビジネスなのであるが、出版社は日本の文学や作家を支えるために赤字経営をしている。このようなことがおかしいと書いたために、出版業界の全方位に喧嘩を売ったような本になった。だが出版業界の人々からは好意的な声が寄せられた。